# Théodre-Benoit-Honoré-Louis Gest
Théodre-Benoit-Honoré-Louis Gest, francoski general, * 1878, † 1977.